# Portland Timbers
Portland Timbers es un club de fútbol de los Estados Unidos con sede en Portland, Oregón, fundado el 20 de marzo de 2009 cuando la Major League Soccer, principal categoría del deporte en el país, le otorgó a la ciudad una plaza de expansión para participar en la competición desde la temporada 2011 en la Conferencia Oeste.
Pese a que el club se fundó en el año 2009, le debe su nombre y orígenes a la franquicia homónima que fue creada en 1975 como equipo de expansión de la North American Soccer League. Al momento de obtener la franquicia, el club jugaba en la USL First Division, segunda categoría del fútbol estadounidense en aquel momento.
Ejerce de local en el Providence Park, sede de la franquicia desde sus orígenes, y el cual cuenta con una capacidad para 25.218 espectadores, todos ellos sentados. El estadio, inaugurado en 1926, fue sometido por última vez a remodelaciones luego de que fuera aprobada la franquicia para Portland y así cumplir con las exigencias de la MLS.
Tiene como principal rivalidad a los Seattle Sounders, con quien disputa el Derby de la Cascadia. El enfrentamiento entre ambos clubes se remonta a la época en que los 2 equipos competían en la North American Soccer League. Otra clásica rivalidad de los Timbers es con el equipo canadiense de los Vancouver Whitecaps, también de la región de la Cascadia, con el que se enfrenta desde que ambos clubes coincidieran en la A League luego renombrada a USL First Division. Los 3 clubes compiten en la MLS como en la Copa Cascadia, torneo anual creado en 2004, en el que se consagra como campeón aquel equipo que sume más puntos en los enfrentamientos entre sí en la temporada regular. Desde 2011, año en que la franquicia se unió a la Major League Soccer, los Timbers se han coronado como campeones de este certamen en 2012.
Tras comenzar a competir en la MLS en 2011, los Timbers ganaron su primer título en 2013 cuando lograron conquistar la temporada regular de la Conferencia Oeste. A su vez, se convirtió en el primer campeón de la Major League Soccer de la región de la Cascadia cuando ganaron la MLS Cup 2015. En la final, jugada el 6 de diciembre, vencieron por 2 a 1 al Columbus Crew en el Mapfre Stadium de la ciudad de Columbus con goles de Diego Valeri y Rodney Wallace.

## Historia

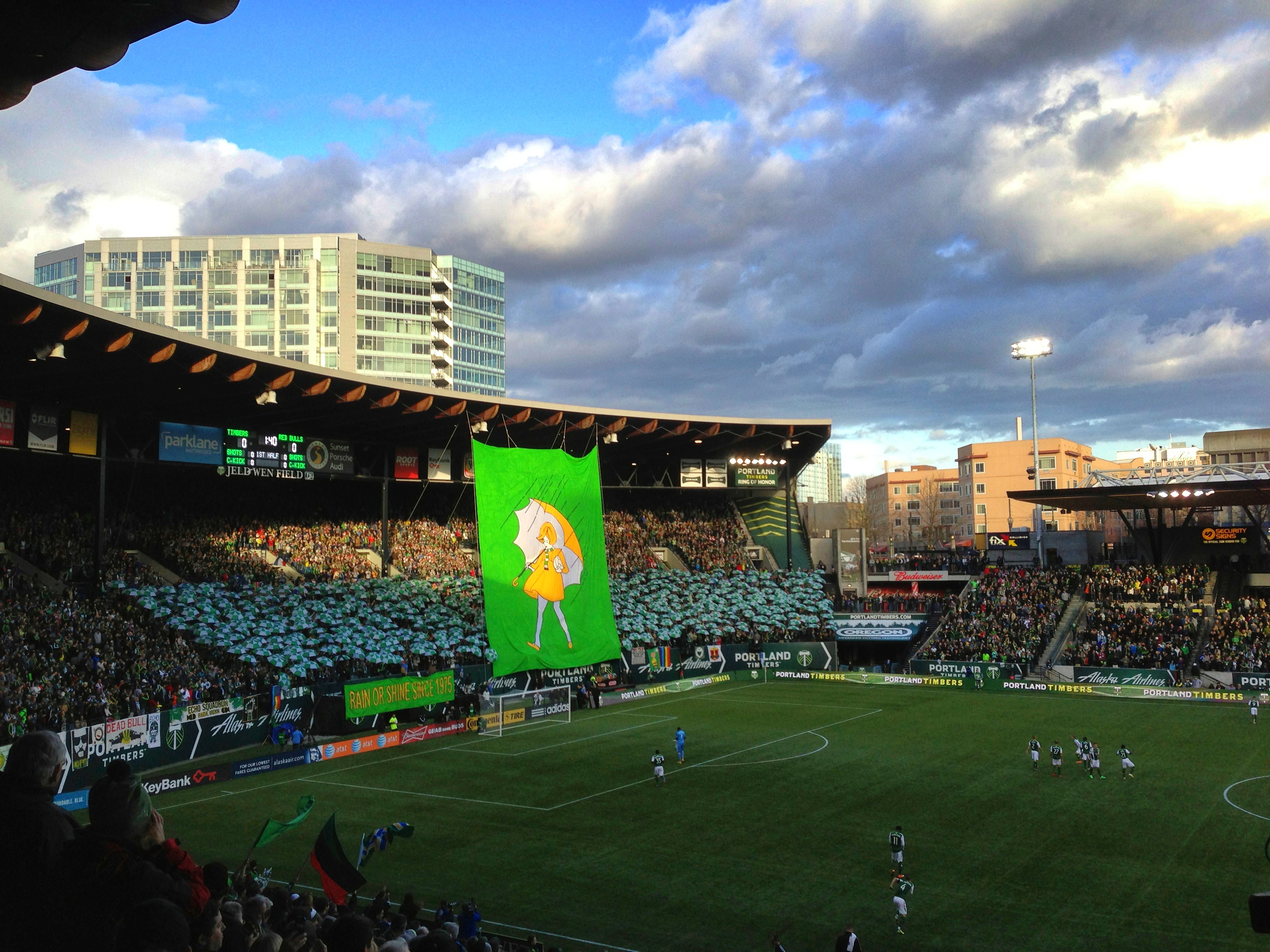
Estadio de Portland Timbers (2013)

### North American Soccer League
En 1974, la North American Soccer League otorgó una franquicia de expansión a la ciudad de Portland, que fundó un equipo llamado Portland Timbers en referencia a la importancia de la forestación en la economía de la región. Un año después debutó en el campeonato con una buena actuación en la liga regular, con una plantilla formada casi en exclusiva por jugadores ingleses,
 y llegó hasta la final que perdió por 2:0 frente al también debutante Tampa Bay Rowdies. Durante esa campaña la ciudad se volcó con el equipo, que en 1978 llegó hasta las finales de su conferencia y fue derrotado por New York Cosmos. La vida de este club fue corta, ya que en 1982 desapareció por las deudas contraídas con sus jugadores.
A pesar de su desaparición, Timbers se convirtió en una institución del fútbol en Oregón, y durante varios años se intentó crear un equipo heredero de su legado. En 1989 un equipo de la Western Soccer Alliance, FC Portland (fundado en 1985) adoptó el nombre "Portland Timbers", y un año después se convirtió en equipo de la American Professional Soccer League. A pesar de contar entre sus jugadores con Kasey Keller, que más tarde fue portero internacional con la selección de Estados Unidos, el equipo solo duró un año en esa competición.

### United League Soccer
En 2001 la franquicia renació, como miembro de la United Soccer League. Durante los años en esa competición desarrolló una rivalidad con Seattle Sounders, futuro equipo de la MLS, y su mayor logro fue un campeonato de división en 2004. En 2007 llegaría a la presidencia del club Merritt Paulson, quien compró el equipo y se propuso conseguir una franquicia de expansión de la Major League Soccer. El nuevo propietario se comprometió a remodelar por completo el campo de juego de Portland, PGE Park, para conseguir una plaza en la principal competición.

### Major League Soccer

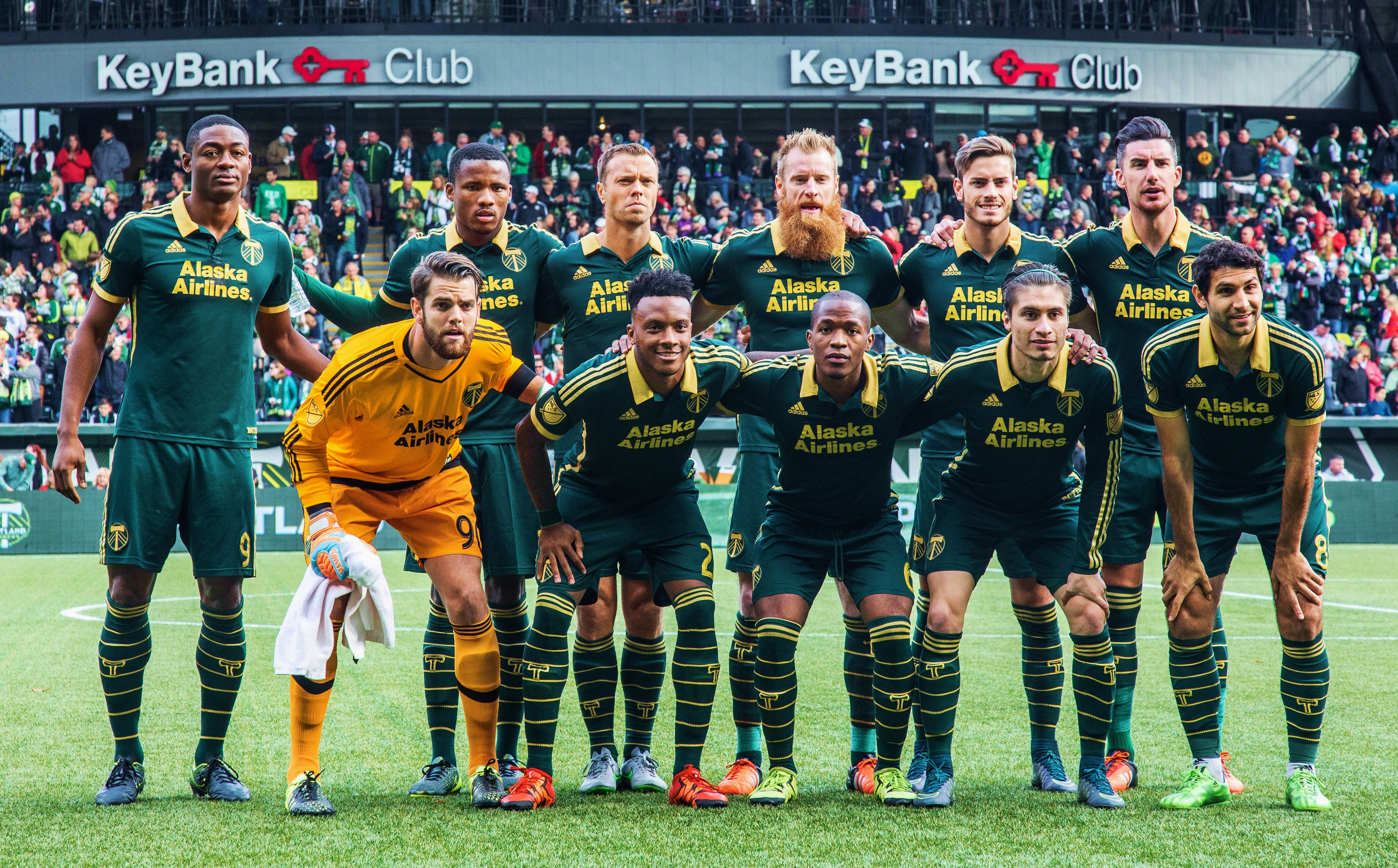
Alineación inicial durante el partido que decretaría la clasificación del equipo a las semifinales de conferencia camino al título de la MLS 2015.

El 20 de marzo de 2009, el comisionado de la MLS, Don Garber, anunció la concesión de un equipo de expansión para la ciudad de Portland, que comenzaría a jugar en 2011. Ese mismo año, Portland fue campeón de la liga regular en la USL First Division, aunque después cayó en semifinales en la lucha por el título.
 (2011- presente) 
Debutó por primera vez en la Major League Soccer, el 19 de marzo de 2011 ante los Colorado Rapids y cayó 3-1. En ese mismo año el club no pudo superar los playoffs, a pesar de terminar 6º en el Oeste al igual en la temporada 2012, pero esta vez haciendo un mal año para los Timbers. Al año siguiente, finalizaron primeros en la conferencia y clasificando por primera vez a los playoffs en la MLS, también alcanzó las finales de conferencia e incluso llegó a semifinales de la U.S. Open Cup.
En 2015 se consagraron campeones por primera vez de la MLS Cup tras derrotar al Columbus Crew por 2 a 1 en el Mapfre Stadium de la ciudad de Columbus, partido que se jugó el 6 de diciembre de aquel año. Los goles de los Timbers fueron marcados por Diego Valeri y Rodney Wallace, mientras que Kei Kamara descontó para los Crew para decretar el 2 a 1 final.

## Uniforme
- Uniforme titular: Camiseta verde, pantalón verde y medias verdes.
- Uniforme alternativo: Camiseta rosa pálido con detalles granate, pantalón granate y medias rosa pálido.

### Indumentaria y patrocinador
| Período       | Proveedor |
| ------------- | --------- |
| 2011-presente | Adidas    |

| Período       | Patrocinador    |
| ------------- | --------------- |
| 2011-presente | Alaska Airlines |

### Uniforme actual
| Local |  | Visita |

### Evolución del uniforme

#### Local
| 2011–2012 | 2013–2014 | 2015–2016 | 2017–2018 | 2019–2020 | 2021–2022 | 2023–2024 | 2025– |

#### Visita
| 2011–2012 | 2013 | 2014–2015 | 2016–2017 | 2018–2019 | 2020-2021 | 2022-2023 | 2024- |

#### Tercero
| 2011–2012 | 2014–2015 | 2017–2018 | 2017–2018 | 2024- |

## Estadio

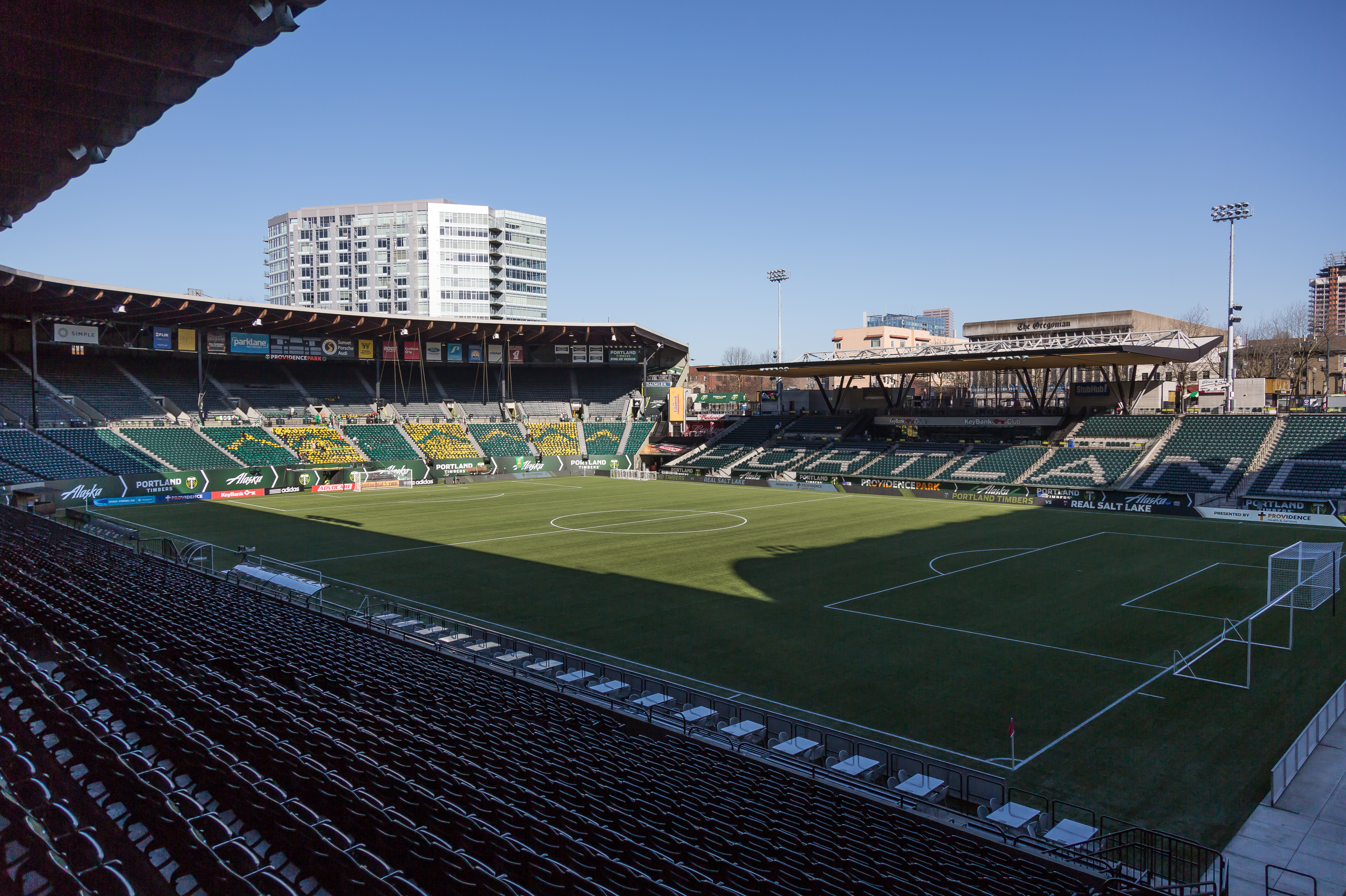
Vista del Providence Park hacia marzo de 2015.

Los Timbers ejercen de locales en el Providence Park, estadio ubicado en el suroeste de la ciudad de Portland. El recinto cuenta con una capacidad para 21.144 espectadores y puede llegar a ser ampliado hasta unas 22.000 personas.
Con el correr de los años, el estadio fue variando su nombre. Primariamente fue llamado Multnomah Stadium siendo cambiado el nombre del mismo en otras ocasiones por Civic Stadium, PGE Park y Jeld-Wen Field.
El estadio fue utilizado por primera vez para la práctica de fútbol en 1975 cuando la North American Soccer League le otorgó a la ciudad una franquicia de expansión para competir en dicha liga. A pesar de que la franquicia quebró en 1982, surgieron otras 2 franquicias en la ciudad, y ambas respetaron tanto el nombre del club como el estadio para jugar sus partidos como local.
Cuando en 2009 la Major League Soccer decidió otorgarle una franquicia a Portland, el por entonces PGE Park fue sometido a importantes remodelaciones para ajustarlo a las exigencias de la MLS. El primer partido del equipo en la MLS 2011, una victoria ante Chivas USA por 2 a 0, fue disputado en el Merlo Field debido a que se estaban llevando a cabo las últimas remodelaciones en el Jeld-Wen Field. El primer partido que disputaron los Timbers en su estadio fue el 14 de abril cuando vencieron a Chicago Fire por 3 a 2 siendo Jorge Perlaza el autor del primer gol del equipo en la MLS en el nuevo estadio.

## Rivalidades

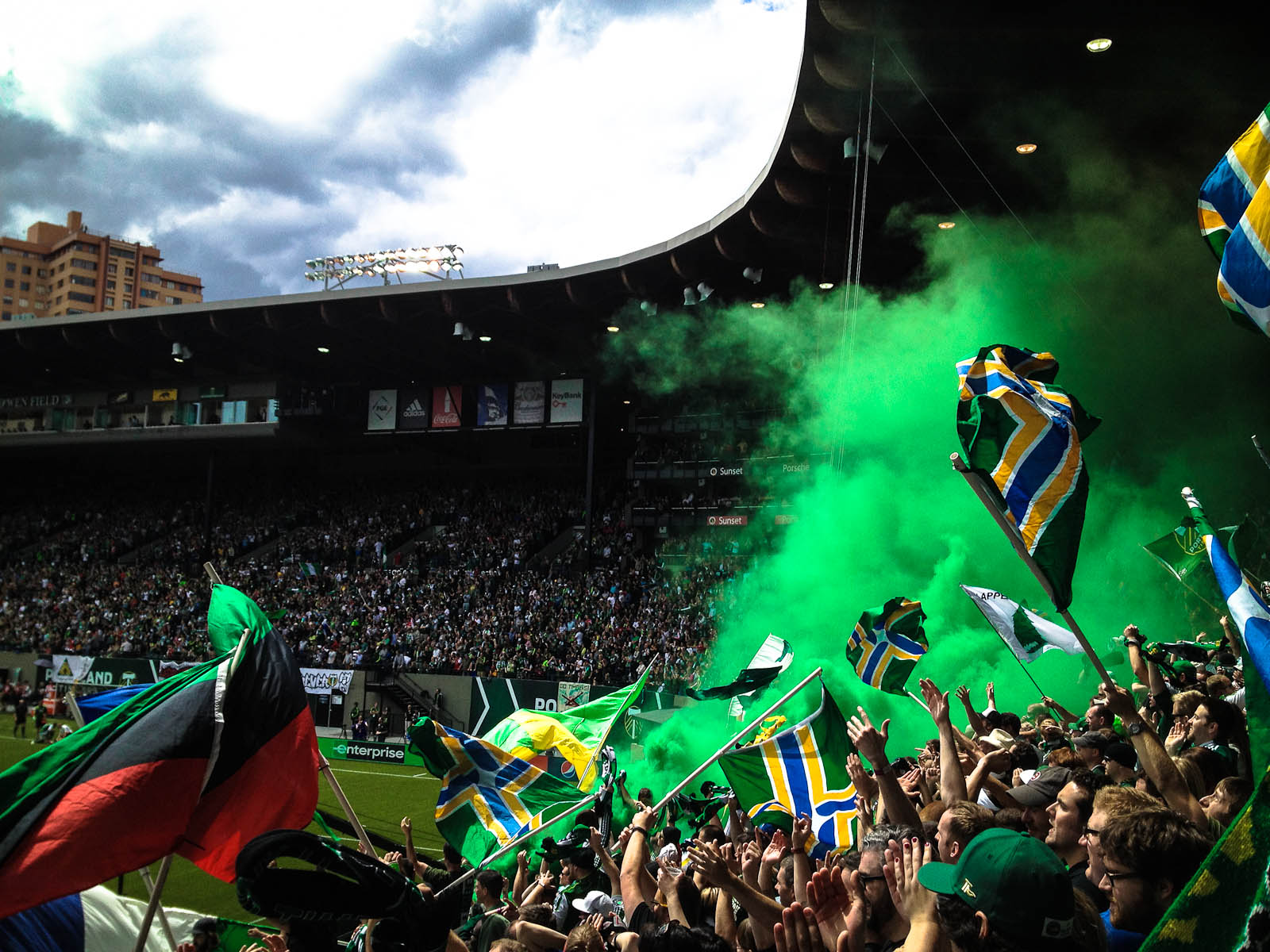
La "Timbers Army", nombre de la hinchada del equipo, durante un partido de la Cascadian Cup 2012 frente a su clásico rival, los Seattle Sounders.

La principal rivalidad de Portland Timbers es con los Seattle Sounders FC, equipo con el que mantiene un enfrentamiento desde hace décadas y con el que se enfrentado en diferentes categorías del fútbol estadounidense. El encuentro es denominado como el Clásico de Cascadia o el Derby de Cascadia. También existe una rivalidad de hace unos años con el equipo canadiense Vancouver Whitecaps, también participante de la Major League Soccer.
La ciudad de Portland se encuentra ubicada a solo unos 300 kilómetros de Seattle, que está ubicada en el estado de Washington siendo este estado, lindero de Oregón. Ambos clubes son los únicos de la MLS en el noroeste de Estados Unidos.
Según exjugadores y aficionados ligados al fútbol estadounidense es el verdadero y más pasional clásico del país.
El primer enfrentamiento entre ambos equipos se dio el 2 de mayo de 1975 en la primera temporada de los Timbers en la North American Soccer League. En dicho encuentro fueron los Sounders quienes se llevaron la victoria al vencer por 1 a 0 en el Civic Stadium. La primera victoria de Portand ante Seattle se dio ese mismo torneo, el 26 de julio, cuando vencieron por 2 a 1 en un partido también jugado en él Civic. Luego de que ambos equipos superararan la fase regular, les tocó enfrentarse en los cuartos de final de playoffs donde los Timbers lograron una ajustada victoria por 2 a 1 en tiempo suplementario alcanzando de esta manera las semifinales del torneo.
Luego de que la NASL se disolviera en 1982 ambos equipos jugaron solo unas pocas veces entre sí en las diferentes categorías en las que coincidieron en los años sucesivos. El último enfrentamiento se dio el 29 de julio de 1990 cuando Portland venció a Seattle por 1 a 0 por la American Professional Soccer League. Luego, no volvieron a coincidir hasta el año 2001 cuando Portland Timbers se unió a la A-League, torneo que ya disputaban los Seattle Sounders desde 1995. En aquel certamen y, luego de casi 11 años sin verse las caras, los Timbers vencieron en el primer clásico entre ambos en el torneo a sus vecinos de Seattle en el PGE Park por 2 a 0 con los goles de Mark Baena y Brent Sancho. Cuando en 2007, los Sounders fueron aceptados para disputar la Major League Soccer, el enfrentamiento volvió a interrumpirse siendo la victoria de Portland Timbers por 1 a 0 en 2008, el último duelo por la USL First Division entre ambos, nombre que adoptó la A-League en 2005.
Con la inclusión de una franquicia para Portland en 2009, que comenzaría a jugar en la Major League Soccer para el año 2011, comenzó una nueva era para este duelo. La primera vez que se cruzaron por este torneo de la MLS 2011 fue un empate a 1 en él Qwest Field de la ciudad de Seattle. Por ese mismo campeonato, volvieron a confrontarse en otras 2 ocasiones resultando una victoria para cada bando. El primer enfrentamiento entre estos 2 equipos por playoffs se dio en la temporada 2013 cuando en las semifinales de la conferencia del oeste, los Timbers lograron ganarle tanto de visitantes como de locales a Seattle Sounders.
A su vez, los Timbers mantienen otra gran rivalidad contra los Vancouver Whitecaps, con el que se enfrentan desde la inclusión de los Timbers en la A-League en 2001. A pesar de pertenecer a otro país, ambas ciudades se encuentran a solo unos 300 kilómetros, casi la misma distancia que separa a Portland de Seattle siendo Vancouver frontera entre Canadá y los Estados Unidos. El duelo entre los 2 equipos se vio incrementando cuando Seattle Sounders obtuvo su franquicia para jugar en la MLS a partir de 2009. Para 2011 tanto los Timbers como los Whitecaps comenzaron a jugar en la MLS por lo que los 3 clubes volvieron a pertenecer a la misma liga.
En 2004 la rivalidad entre estos 3 equipos ameritó la creación de la Cascadia Cup, torneo en el que para definir al campeón se computan los puntos obtenidos en los enfrentamientos entre estos 3 equipos en la temporada regular de la A-League en 2004, la USL First Division entre 2005 y 2010 y la Major League Soccer desde 2011. Los Portland Timbers se han consagrado campeones de este campeonato en 2009 y 2010, cuando solo lo jugaron contra los Whitecaps, y en 2012 ya en la Major League Soccer, cuando lograron superar en puntos a sus otros 2 rivales.

## Datos del club
- Temporadas en la Major League Soccer: 9: (2011 - Presente).
- Mayor goleada conseguida:
  - En campeonatos nacionales: Portland Timbers 5 - 0 Chivas USA (26 de octubre de 2013 en el StubHub Center, Carson)
  - En campeonatos internacionales: Portland Timbers 4- 1  Alpha United (19 de agosto de 2014 en el Estadio Providence, Providence)
- Mayor goleada encajada:
  - En campeonatos nacionales:
    - Portland Timbers 0 - 5 FC Dallas (21 de julio de 2012 en el Estadio Toyota, Frisco);
    - Portland Timbers 0 - 5 Los Angeles Galaxy (24 de junio de 2015 en el StubHub Center, Carson);

  - En campeonatos internaciones: Portland Timbers 1 - 3  Club Deportivo Olimpia (21 de octubre de 2014 en el Estadio Tiburcio Carías Andino, Tegucigalpa), 2-4 vs Deportivo Saprissa (14 de septiembre de 2016 en el estadio Ricardo Saprissa, Tibás)
- Mejor puesto en la : 1° en la Conferencia Oeste en 2013.
- Peor puesto en la liga: 8º (de 9 equipos) en la Conferencia Oeste en 2012.
- Más partidos disputados:  Diego Chara (450).
- Máximo goleador:  Fanendo Adi (37).
- Mayor asistidor:  Diego Valeri (42).
- Primer partido en campeonatos nacionales: Colorado Rapids 3 - 1 Portland Timbers (19 de marzo de 2011 en el Dick's Sporting Goods Park, Commerce City)
- Primer partido en playoffs: Seattle Sounders 1 - 2 Portland Timbers (2 de noviembre de 2013 en el CenturyLink Field, Seattle)
- Primer partido en campeonatos internacionales:  Alpha United 1 - 4 Portland Timbers (19 de agosto de 2014 en el Estadio Providence, Providencia)
- Participaciones en torneos internacionales oficiales (2):

| Competencia                          | Edición |
| ------------------------------------ | ------- |
| Liga de Campeones de la Concacaf (2) | 2014/1  |

## Jugadores

### Más apariciones en club
- Actualizado al 15 de octubre de 2024.

| # | Jugador          | Años                | Liga | Playoffs | Copas Nacionales | Copas Internacionales | Total |
| - | ---------------- | ------------------- | ---- | -------- | ---------------- | --------------------- | ----- |
| 1 | Diego Chará      | 2011–               | 402  | 21       | 12               | 13                    | 448   |
| 2 | Diego Váleri     | 2013–2021 2022      | 266  | 22       | 13               | 8                     | 309   |
| 3 | Darlington Nagbe | 2011–2017           | 214  | 12       | 8                | 5                     | 239   |
| 4 | Dairon Asprilla  | 2015–2016 2017–2024 | 203  | 17       | 8                | 7                     | 235   |
| 5 | Sebastián Blanco | 2017–2024           | 180  | 11       | 9                | 3                     | 203   |

### Máximos goleadores
- Actualizado al 15 de octubre de 2024.

| # | Jugador          | Años                | Liga | Playoffs | Copas Nacionales | Copas Internacionales | Total |
| - | ---------------- | ------------------- | ---- | -------- | ---------------- | --------------------- | ----- |
| 1 | Diego Váleri     | 2013–2021           | 87   | 6        | 3                | 4                     | 100   |
| 2 | Fanendo Adi      | 2014–2018           | 54   | 2        | 0                | 4                     | 60    |
| 3 | Sebastián Blanco | 2017–2024           | 43   | 5        | 3                | 0                     | 51    |
| 4 | Felipe Mora      | 2020–               | 39   | 2        | 0                | 3                     | 44    |
| 5 | Dairon Asprilla  | 2015–2016 2017–2024 | 33   | 4        | 2                | 0                     | 39    |

## Entrenadores

### Cronología de los entrenadores
| N.º | País                      | Nombre            | Tiempo en el cargo | Notas              |
| --- | ------------------------- | ----------------- | ------------------ | ------------------ |
| 1º  | Bandera de Escocia        | John Spencer      | (2011-2012)        | Primer DT del club |
| 2º  | Bandera de Nueva Zelanda  | Gavin Wilkinson   | (2012)             | Interino           |
| 3º  | Bandera de Estados Unidos | Caleb Porter      | (2013-2017)        | [ 10 ]             |
| 4º  | Bandera de Venezuela      | Giovanni Savarese | (2017-2023)        |                    |
| 5   | Bandera de Estados Unidos | Miles Joseph      | (2023)             | Interino           |
| 6   | Bandera de Inglaterra     | Phil Neville      | (2023-presente)    |                    |

## Palmarés

### Torneos nacionales
- Temporada regular NASL: 1975
- Major League Soccer (1): 2015.
  - Subcampeón de la Copa MLS (1): 2018, 2021.
- Conferencia del Oeste de la MLS:
  - Temporada regular (2): 2013, 2017.
  - Playoffs (3): 2015, 2018, 2021.
- MLS is Back (1): 2020.

### Torneos amistosos
- Cascadia Cup (2): 2012, 2017.